# Pelle à neige

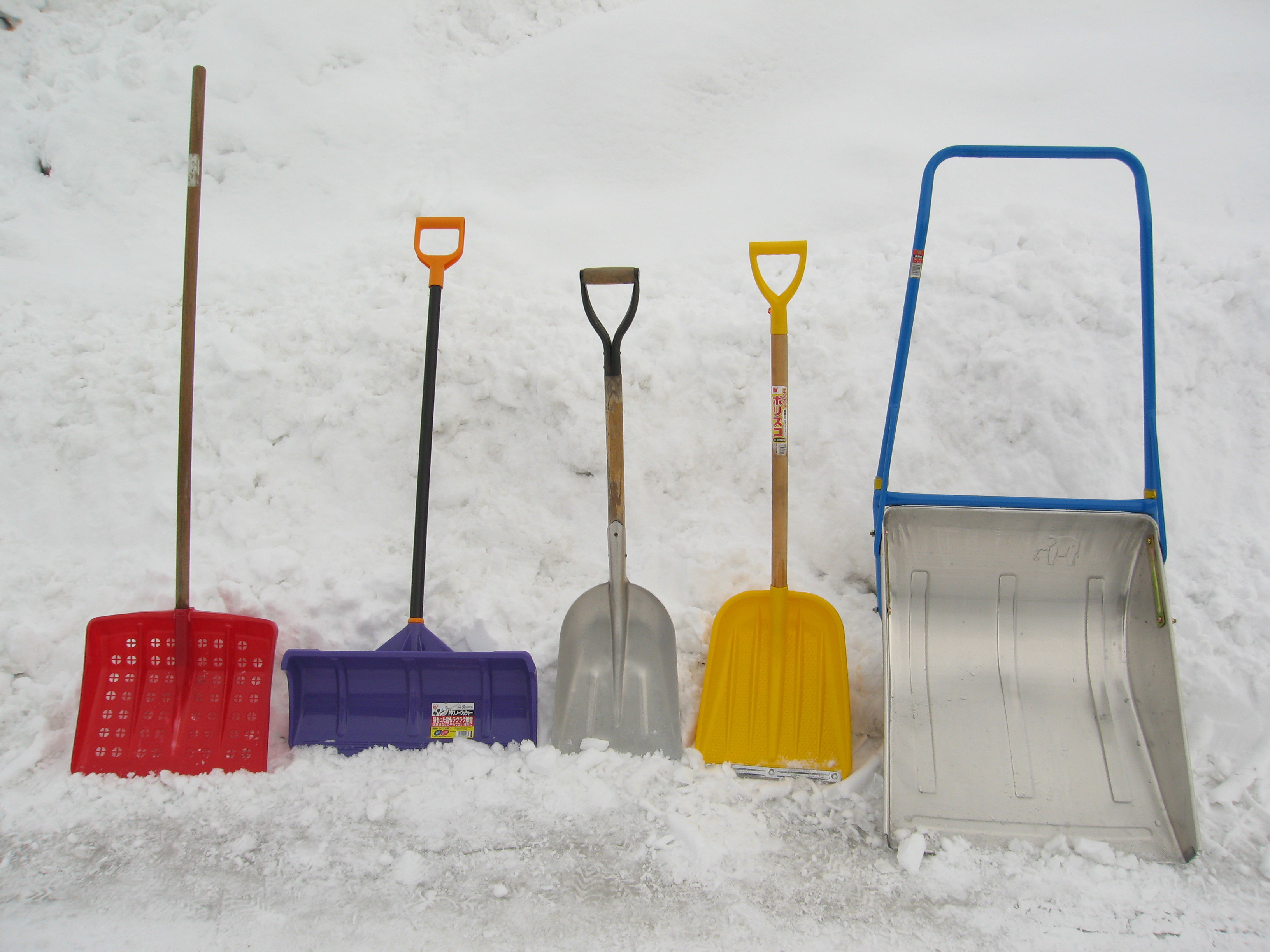
Différents types de pelles à neige, dont une pelle traîneau à droite.

Une pelle à neige est une pelle conçue pour effectuer manuellement un déneigement. 
Il existe différents modèles de pelles à neige, chacun étant conçu pour déplacer la neige d'une manière spécifique à l'usage recherché (exemples : très large pour un usage urbain en glissant, démontable pour un transport facilité en sac à dos). 

## Histoire

Deux jeunes filles américaines utilisant des pelles à neige, au début du XXe siècle.

La pelle à neige la plus ancienne connue a été trouvée dans une tourbière en Russie. Estimée à 6 000 ans, sa lame a été fabriquée à partir d'une section de bois de wapiti sculpté. Selon les archéologues, le morceau de bois était attaché à un manche en bois ou en os.
La pelle à neige permet de déneiger les premières voies de chemin de fer.
La pelle à neige fait partie depuis longtemps de l'équipement du soldat suisse.
Les Inuits l'utilisent pour construire l'igloo.
La pelle à neige s'utilise pour le secours avalanche, avec le DVA et la sonde.

## Fonctionnalités
La pelle à neige se compose :
- d'une large pièce relativement plate, plus ou moins relevée sur ses bords pour mieux contenir la neige, en métal ou en plastique ;
- d'un manche fixé sur cette pièce de récupération et permettant la manipulation de l'ensemble ;
- très souvent d'une poignée au sommet du manche pour faciliter la manipulation de l'outil.

## Risques pour la santé
L'enlèvement de la neige avec une pelle à neige présente des risques pour la santé, notamment au niveau du dos. L'usage de la pelle augmente aussi le rythme cardiaque, comme tout exercice, et cause fréquemment des infarctus du myocarde chez les personnes plus âgées ou en mauvaise condition physique.
Mais il peut également avoir des avantages importants pour la santé lorsque la pelle à neige est utilisée correctement, en particulier lorsqu'un type moderne de pelle à neige est utilisé qui permet de déneiger sans jamais soulever la neige présente sur la pelle. Il s'agit notamment des pelles de traîneau (à neige) qui sont des outils très larges et profonds en forme de trémie équipés d'une large poignée et conçus pour ramasser une charge de neige et la faire glisser vers un autre endroit sans la soulever.
Il existe même des pelles à neige électriques qui ont la forme d'une pelle à neige associée avec le mécanisme d'une souffleuse à neige.